# Makbet (film 1916)
Makbet (ang. Macbeth) – amerykański film z 1916 w reżyserii Johna Emersona na podstawie sztuki teatralnej „Makbet”.

## Główne role
- Herbert Beerbohm Tree
- Constance Collier
- Wilfred Lucas
- Władysław Noskowski (podpisany jako Lawrence Noskowski)